# Georges Schwartz
Pour les articles homonymes, voir Georges Schwartz et Schwartz.
Georges Schwartz (né en 1929 à Paris) est joaillier, technicien et administrateur de football (soccer), journaliste pigiste, commentateur sportif à la télévision et auteur.

## Origines
Né de parents hongrois en 1929 à Paris, France, Georges Schwartz fait ses études au collège Arago, option Arts et métiers. Il se spécialise ensuite en joaillerie et travaille pour Van Cleef & Arpels, célèbres joailliers de la Place Vendôme. Il joue aussi au football pour le Red Star Olympique (U15, U17, U19).

## Joaillier

### Carrière
En 1951, Georges Schwartz immigre à Montréal et travaille un temps chez Gabriel Lucas. En 1954, il ouvre son propre studio de joaillerie à Montréal. Son talent et sa créativité seront officiellement reconnus lorsque le gouvernement du Québec lui commandera cinq broches offertes aux épouses de chefs d’État en visite à l’Exposition universelle de 1967. Puis en 1981, il est choisi pour créer et réaliser la broche offerte par le gouvernement du Canada à Lady Diana Spencer à l’occasion de son mariage avec le Prince Charles. Entre 1986 et 1995, il est professeur invité à l’École de joaillerie et de métaux d’art de Montréal. En 1998, il obtient une bourse du Conseil des Arts du Canada pour prononcer une conférence « L’École montréalaise du bijou » à Washington, en conjonction avec l’exposition Éloge de la joaillerie d’art au Québec. En 2000, lorsqu’il ferme son studio, le Musée des beaux-arts de Montréal fait l’acquisition de cinq de ses bijoux, puis de trois autres en 2007, ainsi en 2010 d’un fonds comprenant dessins, photographies et moules de ses créations. En 2010 également, le Musée canadien des civilisations de Gatineau fait l’acquisition d’une de ses broches. Lui et ses œuvres ont fait l’objet de près de 300 publications dans des catalogues, journaux, magazines, livres, au Canada et à l’étranger.

### Principales expositions
- 1973 : Ontario Royal Museum of mineralogy, Toronto
- 1974-1976 : Foire de Bâle, Suisse
- 1976 : Exposition Rand, Johannesburg, Afrique du Sud
- 1981 : Sélection des présents du mariage royal, Londres, Royaume-Uni[6]
- 1987 : Grand Prix des métiers d’art New York-Montréal, Montréal
- 1996-97-98 : Éloge de la joaillerie d’art au Québec, Sainte-Foy, Montréal, Washington
- 2007 : Musée de l’Ermitage, Saint-Pétersbourg, Russie
- 2009 : Bijou et modernité artistique, Musée des maîtres et artisans du Québec

## Football

### Carrière
De 1951 à 1964, Georges Schwartz joue dans plusieurs clubs de la Ligue nationale de soccer du Québec. En 1964, il obtient le diplôme d’entraîneur provincial et, en 1970, celui d’entraîneur national. Il est élu président de la Fédération de soccer-football du Québec (1971-1972) et vice-président de l’Association canadienne de soccer (1972 à 1975 et 1981 à 1983). Puis il devient le premier Canadien membre d’un comité de la Fédération internationale de football association (1973 à 1976) et enfin le premier hors d’Europe et d’Amérique latine à initier une candidature à l’organisation d’une Coupe du monde de la FIFA (1978 à 1983). En 2009, les Archives nationales du Québec ont fait l’acquisition d’un fonds comprenant tous les documents, correspondance, coupures de presse, concernant cette candidature. Le fonds d'archives de Georges Schwartz est toujours conservé au centre d'archives de Montréal de Bibliothèque et Archives nationales du Québec.
Ses activités ont fait l’objet de plus de 900 publications dans des journaux et magazines au Canada et à l’étranger,,,,,,,,,,,.

## Journaliste pigiste

### Carrière
D’abord engagé en 1959 par l’hebdomadaire La Patrie comme chroniqueur de soccer, il passe ensuite au ski, puis couvre à Rome les Jeux olympiques de 1960. Il traitera de tous les sports successivement dans Le Petit Journal, Le Maclean, Éducation physique Sports et Loisirs, Actualité, Loisirs et Sports, La Presse, Perspectives, L'actualité, Le Devoir, Montréal International, jusqu’en 2000. Il a aussi été correspondant canadien du Miroir du football, de France, et est maintenant éditorialiste du magazine Québec Soccer.
Ne craignant pas les controverses, il s’attaque aux conventions et aux idées reçues à une époque où le journalisme sportif québécois est dominé par le hockey sur glace et le baseball. Deux de ses articles, Les Canadiens ne connaissent pas leur hockey (Le Petit Journal, 15 avril 1962) et Les pages sportives des journaux ne devraient pas être un sottisier! (Maclean, janvier 1964), provoquent de houleux débats,,,
et lui ouvrent les portes des émissions d’affaires publiques. Il anticipe les difficultés que le hockey professionnel canadien rencontrera en 1972 lors de la Série du siècle face à l’URSS, dans Il faut envoyer nos meilleurs joueurs de hockey en Europe (Maclean, 1963) et dénonce dans plusieurs publications le simplisme tactique du style de jeu canadien,. Plus de 1000 de ses articles ont été publiés, dont 27 (du Maclean) sont référencés à la Bibliothèque nationale du Québec.

## Commentateur sportif à la télévision

### Carrière
À partir de 1960 et jusqu’en 1989, Georges Schwartz participe aux émissions et aux reportages de la Société Radio-Canada, entre autres les Jeux olympiques de 1964, 1976, 1984, 1988, les Jeux du Commonwealth 1966, ainsi que les Coupes du monde de football 1966 et 1986. Quinze de ses contributions sont conservées dans les archives de la SRC. En 1989, il intervient sur une base hebdomadaire au nouveau Réseau des sports pour émissions et reportages, entre autres les Coupes du monde de football 1990 et 1994. Soit en tout 700 émissions de télévision.

## Auteur

### Carrière
Concepteur d’une série documentaire de 33 émissions consacrée aux sports olympiques et auteur des textes de narration, pour Jeunesse Oblige Sport, à la télévision de la SRC, entre 1965 et 1967, ainsi que pour une série télévisée de 10 cours d’éducation physique, diffusée par la SRC pour le ministère de l’Éducation du Québec, 1967.

### Œuvres
Georges Schwartz est également auteur ou coauteur des ouvrages suivants :   
- Le Soccer (Le Football en Francophonie), Éditions de l’Homme, Montréal, 1972
- Soccer (anglais), Collier Macmillan, Toronto et Collier Books, New York, 1976
- Rapport officiel des Jeux olympiques de Montréal (les 22 chapitres consacrés aux sports), COJO 1976, Montréal, 1977
- Sports & Géopolitique, Les dangers du marché sportif américain, avec Gérard A. Montifroy, Éditions Sciences et Culture, Montréal, 2001
- Histoire du soccer québécois, avec Jacques Gagnon, Les Promotions Socbec Inc., Montréal, 2003
- L’autre face du hockey, Derrière la NHL : le monde, Les Éditions Logiques, Montréal, 2005
- Libérez le football !, publié à compte d’auteur, Montréal, 2005
- Contestataire, publié à compte d'auteur, Montréal, 2021
- Faut-il mettre la hache dans la LNH? Les Éditions Crescendo, Québec 2024

## Hommages, Prix et Distinctions
- 1972 : Premier prix, catégorie journalisme, Concours olympiques 1972 (Actualité)
- 1972-1973 : Premiers prix, Concours de joaillerie, Corporation des bijoutiers du Québec
- 1973-1975-1977-1979 : Premiers prix, Concours De Beers Diamonds Today, Toronto
- 1979 et 1987 : Premiers prix, Concours Canadian Jeweller, Toronto
- 1985 : Mention honorable, catégorie quotidiens et hebdomadaires, Prix Judith Jasmin 1985 (La Presse)
- 1995 : Hommage rendu à sa carrière en journalisme et télévision par l’Association de la presse sportive du Québec
- 1999 : Intronisé au Temple de la renommée du soccer québécois
- 2005 : Intronisé au Canadian Soccer Hall of Fame
- 2010 : Nommé Chevalier dans l’Ordre des Arts et des Lettres en janvier 2010[29] (France)